# Marta Rossetti Batista
Marta Rossetti Batista (Limeira, 6 de junho de 1940 — São Paulo, 31 de maio de 2007) foi historiadora da arte, museóloga e arquiteta brasileira.

## Arquiteta
Formada pela Faculdade de Arquitetura e Urbanismo da Universidade de São Paulo em 1964; mestre e doutora em Artes pela Escola de Comunicações e Artes da Universidade de São Paulo (em 1980 e 1989). Exerceu a Arquitetura até sua contratação no Instituto de Estudos Brasileiros da Universidade de São Paulo (IEB).

## Historiadora da arte e museóloga
Foi pesquisadora e docente do IEB desde 1966, em tempo parcial, e a partir de 1969, aprovada em concurso, em tempo integral (RDIDP), até o seu falecimento.
Historiadora da arte, desenvolveu no IEB pesquisas individuais, coletivas e interdisciplinares, destacando-se a produção relativa ao movimento modernista brasileiro. Foi a grande referência em pesquisas referentes a vida e obra de Anita Malfatti e também pesquisou e abordou novos aspectos de artistas como Mário de Andrade, Victor Brecheret entre outros.
Museóloga, foi curadora da Coleção Mário de Andrade e desenvolveu atividades museológicas junto à
Coleção de Artes Visuais do IEB. Foi curadora de 23 exposições.
Atuação no IEB: organização de arquivos de artistas brasileiros junto ao Arquivo; publicações, cursos e seminários. Coordenou projetos financiados de infraestrutura (FAPESP e VITAE) e de pesquisa (FAPESP, VITAE, CAPES/COFECUB).
Foi vice-diretora (1990-1994) e Diretora (1994-1998) do Instituto de Estudos Brasileiros da Universidade de São Paulo.
Junto aos órgãos centrais da USP, participou, entre outros, de: Coordenação dos Institutos Especializados (1992-1997); CPC - Comissão de Patrimônio Cultural (1992-1997); Comissão de Acervos Notórios (1996); foi presidente da Comissão Executiva das Comemorações USP - Brasil 500 anos, coordenou as atividades comemorativas de toda a Universidade (seminários, publicações, exposições e eventos); entre as publicações, destaca duas coleções especiais: Estante USP - Brasil 500 anos (Edusp) e Uspiana - Brasil 500 anos (Edusp/Imesp).

Prêmio Jabuti 2007 - 1o lugar Biografia

Sua última publicação foi Anita Malfatti no tempo e no espaço, a qual recebeu o Prêmio Jabuti de 2007
de Melhor Biografia. 

## Prêmio Marta Rossetti Batista de História da Arte e Arquitetura
Em homenagem póstuma a família de Marta criou um prêmio bianual para trabalhos de História da Arte e Arquitetura. A primeira entrega deste se deu em 6 de Junho de 2008, mais informações em Página do Prêmio no IEB

### Livros
- Brasil: 1o. tempo modernista - 1917/29. Organizadora com Telê Porto Ancona Lopez e Yone Soares de Lima. Documentação. São Paulo, IEB-USP, 1972, 467 p.
- Anita Malfatti (1889-1964). Catálogo da retrospectiva. São Paulo, MAC-USP, 1977, 80 p.
- Coleção Mário de Andrade. Artes Plásticas. com Yone Soares de Lima. São Paulo, IEB-USP e Metal Leve, 1984, 374 p. 2. ed. revista e ampliada: São Paulo, IEB-USP, 1998, 380 p. ISBN 8586748013
- Bandeiras de Brecheret. História de um monumento (1920-1953). São Paulo, DPH, Secretaria Municipal de Cultura, 1985, 148 p.
- Anita Malfatti no tempo e no espaço. São Paulo, IBM Brasil, 1985, 195 p. ISBN 8573263687
- Mário de Andrade: Cartas a Anita Malfatti. Organizadora. Rio de Janeiro, Forense Universitária, 1989, 205 p. ISBN 8521800355
- ABC do IEB. Guia geral do acervo. Coordenadora. São Paulo, IEB-USP / Edusp / Fapesp, 1997, 192 p. ISBN 8531404037
- Revista do Patrimônio Histórico e Artístico Nacional n. 30. Dedicado a Mário de Andrade. Organizadora. Brasília, MinC, Iphan, 2002, 292 p.
- Coleção Mário de Andrade. Religião e magia. Música e dança. Cotidiano. Organizadora. São Paulo, Edusp / Imesp / IEB-USP, 2004, 460 p. ISBN 8531407869
- Anita Malfatti no tempo e no espaço: Biografia e estudo da obra. São Paulo, Editora 34, 2007, 512 p. ISBN 8573263709
- Anita Malfatti no tempo e no espaço: Catálogo da obra e documentação. São Paulo, Editora 34, 2007, 328 p. ISBN 8573263709
- Os artistas brasileiros na Escola de Paris: Anos 1920. São Paulo, Editora 34, 2012, 696 p. ISBN 9788573264920
- Escritos sobre arte e modernismo brasileiro. Autora, Organização de Ana Paula de Camargo Lima. São Paulo, Editora Prata Design, 2012, 319 p. ISBN 9788563604019

### Exposições
(Curadoria Marta Rossetti Batista)
- Brasil, 1o. tempo modernista. Impressa, reproduzida em várias cópias. Brasil e exterior, a partir de 1972.
- Anita Malfatti (1889-1964). Retrospectiva. São Paulo, MAC-USP e IEB-USP, 1977 (melhor exposição do ano, APCA).
- Bandeiras de Brecheret. História de um monumento. Fotográfica ("museu de rua"). São Paulo, Ibirapuera, 1984.
- Anita Malfatti, Centenário de nascimento. 1889/1989. São Paulo, MAC-USP e IEB-USP, 1989.
- 70 anos da Semana de Arte Moderna: Obras e artistas de 1922. São Paulo, IEB-USP, 1992.
- Anita Malfatti e seu tempo. Rio de Janeiro, CCBB e São Paulo, MAM, 1996.
- Coleção Mário de Andrade: Religião e magia / Dança e música / Cotidiano. São Paulo, IEB-USP, 2004/5.